# Midnight Rain
Midnight Rain è un brano musicale della cantautrice statunitense Taylor Swift, sesta traccia del decimo album in studio Midnights.

## Descrizione
Il 28 agosto 2022, Taylor Swift ha annunciato il suo decimo album in studio, Midnights, senza però rivelarne la lista delle tracce. A partire dal 21 settembre dello stesso anno, la cantante ha cominciato ad annunciare i titoli dei brani contenuti nel disco con una serie di 13 video su TikTok intitolati Midnights Mayhem with Me. Nel corso del quarto episodio diffuso il 28 settembre 2022, Taylor Swift ha annunciato il titolo della sesta traccia dell'album, Midnight Rain.
Nel testo della canzone, Taylor Swift compiange un amore perduto della sua giovinezza, ammettendo di aver preferito inseguire la propria fama piuttosto che sposarsi e dedicarsi alla vita di coppia. La cantante utilizza nel ritornello delle metafore meteorologiche, descrivendo il proprio interesse romantico come "soleggiato" e paragonando sé stessa ad una "pioggia di mezzanotte". Musicalmente, il brano è stato descritto come elettropop, contemporary R&B, indie pop e indietronica e un'interessante distorsione vocale applicata alla voce della cantante che costituisce l'introduzione e il ritornello del brano.

## Formazione
Hanno partecipato alle registrazioni, secondo le note di copertina di Midnights:
Musicisti
- Taylor Swift – voce
- Jack Antonoff – programmazione, batteria, percussioni, moog, Roland Juno 6, sintetizzatore modulare, Prophet 5

Produzione
- Jack Antonoff – produzione, registrazione
- Taylor Swift – produzione
- Șerban Ghenea – missaggio
- Bryce Bordone – assistenza al missaggio
- Laura Sisk – registrazione
- Megan Searl – assistenza tecnica
- Jon Sher – assistenza tecnica
- John Rooney – assistenza tecnica
- Randy Merrill – mastering

## Classifiche
| Classifica (2022) | Posizione massima |
| ----------------- | ----------------- |
| Australia         | 5                 |
| Austria           | 52                |
| Canada            | 5                 |
| Danimarca         | 33                |
| Filippine         | 2                 |
| Francia           | 111               |
| Germania          | 92                |
| Grecia            | 8                 |
| India             | 10                |
| Islanda           | 14                |
| Italia            | 84                |
| Lussemburgo       | 19                |
| Norvegia          | 35                |
| Nuova Zelanda     | 5                 |
| Paraguay          | 86                |
| Portogallo        | 10                |
| Spagna            | 50                |
| Singapore         | 3                 |
| Stati Uniti       | 5                 |
| Svezia            | 28                |